# 岩田総司
岩田 総司（いわた そうじ、1970年8月15日 - ）は、日本気象協会所属の気象予報士。
千葉県松戸市出身、千葉県立小金高等学校、北海道大学卒業後に同大学院理学研究科地球惑星科学専攻（気象学）を修了後、日本気象協会に入る。

## 出演番組
- NHK（総合テレビ）
  - 気象情報(NHK)
  - 首都圏ネットワーク
- 真相報道 バンキシャ!（日本テレビ、台風情報のみ不定期出演）

## 著書
- Q&A天気なんでだろう劇場 - （岩崎書店）